# Digitized Sky Survey
Der Digitized Sky Survey (DSS) ist die digitalisierte Version einer photographischen Durchmusterung des gesamten Himmels. Er basiert auf den photographischen Platten des Palomar Observatory Sky Survey für den Nordhimmel sowie der SERC/ESO-Durchmusterung für den Südhimmel. Die Bilder des DSS sind im FITS- und GIF-Format über verschiedene Datenzentren im Web frei zugänglich, aber urheberrechtlich geschützt.
Die erste Version des DSS wurde 1994 auf 102 CDs veröffentlicht (DSS First Generation, Komprimierung 1:10). 1996 wurde mit einer zweiten Version (DSS Second Generation) in höherer Auflösung (1 Bogensekunde pro Pixel) begonnen, die derzeit eine Abdeckung etwa 98 % im roten, 99 % im infraroten und 45 % im blauen Spektralbereich erreicht.